# John Osborn (Segler)
John Osborn, MBE (* 8. September 1945) ist ein ehemaliger britischer Segler.

## Erfolge
John Osborn nahm an den Olympischen Spielen 1976 in Montreal in der Bootsklasse Tornado teil. Gemeinsam mit seinem Schwager Reg White gewann er vier der ersten sechs Wettfahrten und schloss die übrigen beiden auf den Rängen vier und fünf ab, sodass sie bereits vor der siebten und letzten Wettfahrt als Olympiasieger feststanden und zu dieser nicht mehr antraten. Sie erhielten vor den US-Amerikanern David McFaull und Michael Rothwell sowie dem deutschen Duo Jörg Spengler und Jörg Schmall die Goldmedaille. Bei Weltmeisterschaften sicherten sie sich gemeinsam zunächst 1975 in Kopenhagen die Silbermedaille, ehe ihnen im Jahr darauf in Sydney der Titelgewinn gelang.
Ende 1976 wurde er für seinen Olympiasieg zum Member des Order of the British Empire ernannt.